# Pseudbarydia schausi
Pseudbarydia schausi là một loài bướm đêm trong họ Noctuidae.